# مردم‌زیست‌شناسی

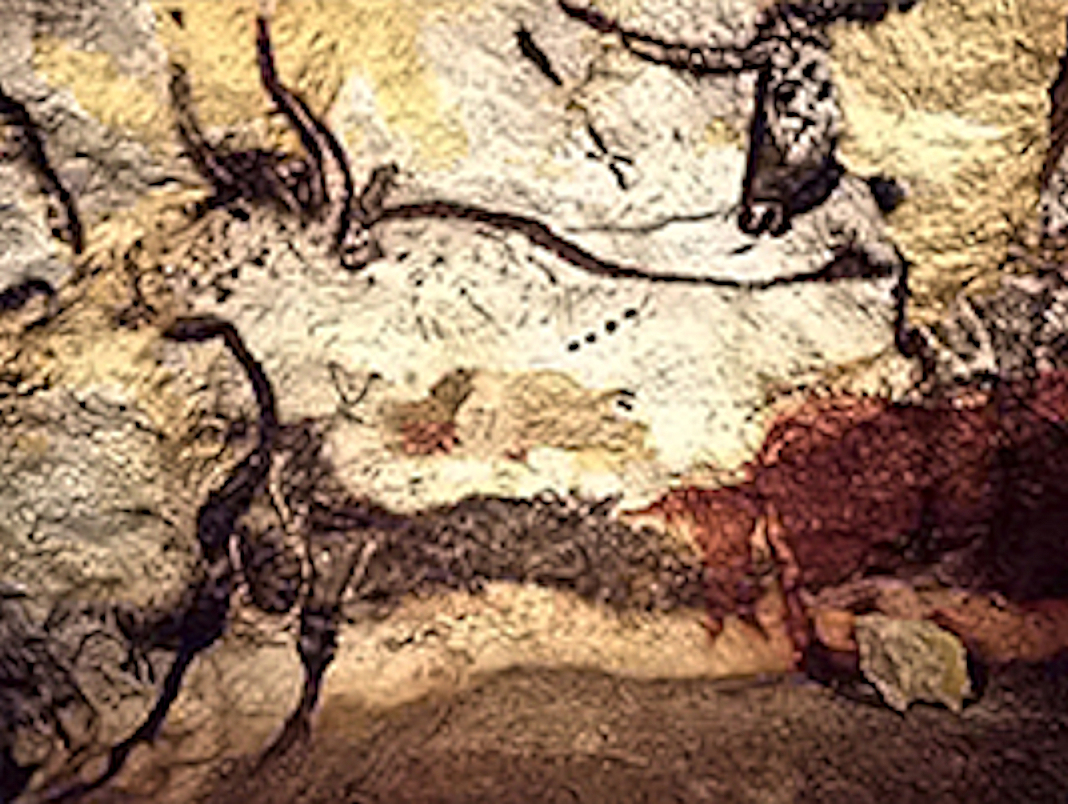
نقاشی غار تور، لاسکو، فرانسه

مردم‌زیست‌شناسی (انگلیسی: Ethnobiology) مطالعه علمی روشی است که فرهنگ‌های گوناگون انسانی با گیاهان و جانوران تعامل می‌کنند. مردم‌زیست‌شناسی روابط پویا میان مردم، زیواگان (مجموعه همه ارگانیسم‌های یک منطقه جغرافیایی یا دوره زمانی) و محیط زیست را از گذشته‌های دور تا امروز بررسی می‌کند.
آنچه را که در سراسر جهان در این خصوص در طول زمان در فرهنگ‌ها و علوم مختلف مورد مطالعه قرار می‌گیرد، عبارت است از بررسی و مطالعه کنش و واکنش‌ها و تعاملات مردم با محیط زیست و در واقع پاسخ دان به دو سؤال تعیین‌کننده است: اول اینکه جوامع بشری به‌طور متدیک چگونه از طبیعت بهره می‌برند. دوم اینکه نگاه و رویکرد بشر به طبیعت چگونه است. (که در حقیقت اولی یک سؤال علمی و دومی یک سؤال فلسفی نسبت به نگرش انسان و جوامع بشری به طبیعت به عنوان محیط زیست آنها است).

## تاریخچه
آغاز (قرن ۱۵ تا قرن ۱۹)
زیست‌شناسان از زمانی که اروپاییان پس از سدۀ پانزدهم ، شروع به استعمار جهان کردند، به دانش بیولوژیکی محیط زیست علاقه‌مند شدند. پل سیلیتو نوشت:اروپایی‌ها نه تنها به دنبال شناخت مناطق جدیدی بودند که وارد آن شده بودند، بلکه در جستجوی منابعی بودند که بتوانند به صورت سودآور از آنها استفاده کنند و درگیر اقداماتی شدند که امروز ما باید آنها را معادل دزدی دریایی بیولوژیکی تلقی کنیم. بسیاری از محصولات جدید … در این دوره وارد اروپا شدند، محصولاتی مانند سیب‌زمینی، گوجه‌فرنگی، کدوتنبل، ذرت و تنباکو. (ص ۱۲۱)
دانش جمع‌آوری و نمونه‌برداری شده زیست‌محیطی محلی، در طول قرون اولیه به‌طور قابل‌توجهی از رشد اولیه زیست‌شناسی مدرن خبر می‌دهد:
- در طول سدۀ هفدهم، گئورگ ابرهارد رومفیوس از این دانش زیست‌محیطی محلی در نوشتن کتاب خود به نام "Herbarium Amboinense" که شامل ۱۲۰۰ گونه از گیاهان در اندونزی می‌باشد، استفاده نمود.
- در سدۀ ۱۸ کارل لینه به کار رومفیوس تکیه نمود و همچنین از طریق مکاتبه با دیگران در سراسر جهان، طرح طبقه‌بندی بیولوژیکی که اکنون پایه و اساس دانش علوم زیستی است را توسعه داد.
- در طول سدۀ نوزدهم، چارلز داروین، پدر نظریه تکامل، در سفر خود، به علم بیولوژیکی محلی مردمی که با آنها برخورد نمود علاقه پیدا کرد.